# Adair (Oklahoma)
Adair es un pueblo ubicado en el condado de Mayes en el estado estadounidense de Oklahoma. En el año 2010 tenía una población de 790 habitantes y una densidad poblacional de 67,52 personas por km².

## Geografía
Adair se encuentra ubicado en las coordenadas 36°26′13″N 95°15′45″O / 36.43694, -95.26250 (36.436910, -95.262546).

## Demografía
Según la Oficina del Censo en 2000 los ingresos medios por hogar en la localidad eran de $35,250 y los ingresos medios por familia eran $38,500. Los hombres tenían unos ingresos medios de $31,313 frente a los $17,500 para las mujeres. La renta per cápita para la localidad era de $14,388. Alrededor del 12.3% de la población estaban por debajo del umbral de pobreza.